# サーカス小屋の芸人たち 処置なし
『サーカス小屋の芸人たち 処置なし』（サーカスごやのげいにんたち しょちなし、Die Artisten in der Zirkuskuppel: Ratlos）は、アレクサンダー・クルーゲ製作、監督、脚本による1968年のドイツ映画である。白黒映画である。
日本では劇場未公開である。

## キャスト
- ハンネローレ・ホーガー
- アルフレッド・エーデル
- クルト・ユルゲンス

## 受賞
第29回ヴェネツィア国際映画祭では金獅子賞を受賞した。